# Paul Cominges
Paul Cominges (Lima, 24 luglio 1975) è un allenatore di calcio ed ex calciatore peruviano, di ruolo attaccante.

## Carriera

### Nazionale
Ha partecipato alla Copa América 1997.

## Palmarès

### Giocatore

#### Competizioni nazionali
- Campionato venezuelano: 1

Caracas: 2003-2004

### Allenatore

#### Competizioni nazionali
- Segunda División: 1

Alianza Universidad: 2024